# Santopadre
Santopadre è un comune italiano di 1 176 abitanti della provincia di Frosinone nel Lazio.

## Geografia fisica

### Territorio
Santopadre è il più piccolo e caratteristico paese del comprensorio, raccolto entro mura medioevali. Il centro storico, costruito in pietra, molto silenzioso, è costituito da numerosi vicoletti che si incontrano in due strade principali.

### Clima
- Classificazione climatica: zona E, 2414 GR/G

La sua posizione molto esposta rende il clima locale sempre fresco e secco, piacevole d'estate e rigido d'inverno, con rare nevicate.

## Storia
Anticamente la cittadina era chiamata Fiorolo o Forolo, nome successivamente mutato in Castro Forolo quando fu circondata di mura assumendo quindi lo statuto di castrum ("città fortificata"). Il nome attuale di Santopadre è dovuto alla devozione nei confronti di san Folco, eremita vissuto nei pressi del paese e attuale patrono.

## Monumenti e luoghi d'interesse
La fontana dal Salcio, lungo la circonvallazione passante sotto l'abitato, recuperata a metà Ottocento e ristrutturata nel 1990, presenta una cisterna di epoca romana.
Nel centro si può trovare un monumento che lista i caduti della prima guerra mondiale residenti a Santopadre

## Società

### Evoluzione demografica
Abitanti censiti

### Religione
La popolazione professa per la maggior parte la religione cattolica nell'ambito della diocesi di Sora-Cassino-Aquino-Pontecorvo

## Economia
Di seguito la tabella storica elaborata dall'Istat a tema Unità locali, intesa come numero di imprese attive ed addetti, intesi come numero di addetti delle imprese locali attive (valori medi annui).
|            | 2015                  |                              |                            |                |                       |                     | 2014                  |                | 2013                  |                |
| ---------- | --------------------- | ---------------------------- | -------------------------- | -------------- | --------------------- | ------------------- | --------------------- | -------------- | --------------------- | -------------- |
|            | Numero imprese attive | % Provinciale Imprese attive | % Regionale Imprese attive | Numero addetti | % Provinciale Addetti | % Regionale Addetti | Numero imprese attive | Numero addetti | Numero imprese attive | Numero addetti |
| Santopadre | 53                    | 0,16%                        | 0,01%                      | 87             | 0,08%                 | 0,01%               | 56                    | 97             | 64                    | 111            |
| Frosinone  | 33.605                |                              | 7,38%                      | 106.578        |                       | 6,92%               | 34.015                | 107.546        | 35.081                | 111.529        |
| Lazio      | 455.591               |                              |                            | 1.539.359      |                       |                     | 457.686               | 1.510.459      | 464.094               | 1.525.471      |

Nel 2015 le 53 imprese operanti nel territorio comunale, che rappresentavano lo 0,16% del totale provinciale (33.605 imprese attive), hanno occupato 87 addetti, lo 0,08% del dato provinciale; in media, ogni impresa nel 2015 ha occupato un addetto (1,64).

## Infrastrutture e trasporti

### Ferrovie
- Ferrovia Avezzano-Roccasecca, serve il comune con la Stazione di Santopadre.

### Strade
Le strade principali sono la sp 242 e la sp 238. Le restanti sono per lo più strade comunali.

## Sport
- A.S.D. Terra di Cicerone, nel campionato 2022-23, milita nel campionato maschile di Prima Categoria Girone I. Le gare casalinghe si disputano nell'impianto sportivo di Fontana Liri
- La A.S.D Terra di Cicerone nata il 1 Luglio 2022 rappresenta i paesi di Arpino, Fontana Liri e Santopadre

## Amministrazione
Nel 1927, a seguito del riordino delle circoscrizioni provinciali stabilito dal regio decreto n.1 del 2 gennaio 1927, per volontà del governo fascista, quando venne istituita la provincia di Frosinone, Santopadre passò dalla provincia di Caserta a quella di Frosinone.

### Alte informazioni amministrative
Fa parte della Comunità montana Valle del Liri e dell'unione dei comuni "Civitas d'Europa".